# Disparo parto

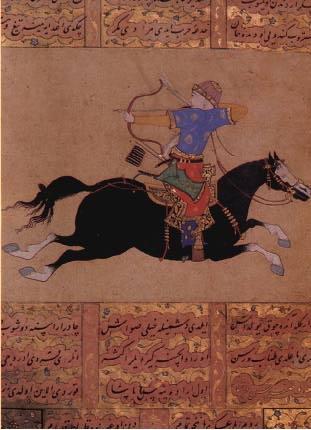
Miniatura de una crónica medieval en la que se representa a un arquero a caballo turco otomano poniendo en práctica el disparo parto.

El disparo parto o disparo armenio, también llamado disparo de Partia y Armenia, es una táctica militar originada por las tribus nómadas del norte de Irán y algunos pueblos del sur de Armenia. Los escitas, armenios, persas aqueménidas y partos están entre los primeros en emplear esta táctica, que consiste en un retirada fingida de los arqueros a caballo disparando tras sus hombros. En un preciso momento y mientras los caballos galopan, el jinete da vuelta para lanzar flechas hacia el ejército enemigo. La respuesta resultaba en un enemigo compactado para protegerse de las flechas, quedando de esta manera vulnerable a las cargas de la caballería pesada, o bien aprovechaban la retirada para correr tras los arqueros, viéndose frente a una lluvia de flechas. Esta maniobra requiere gran destreza ecuestre, ya que para disparar, el arquero debía emplear el arco utilizando ambas manos, y en sus comienzos, solo se podía controlar el caballo con las piernas, pues dispositivos como el estribo o la silla de montar estaban por ser inventados. Con esto el disparo parto se hizo más sencillo, siendo, sin embargo, una táctica capaz de ser realizada solo por los mejores jinetes.
Los pueblos nómadas de Eurasia serían bien conocidos por emplear esta táctica extensivamente dentro de su manera de combatir. Entre estos están los xiongnu, turcos, hunos, húngaros y mongoles.
El nombre de "disparo parto" o "disparo armenio" fue utilizado primeramente por la Antigua Roma, y se hizo famoso en Occidente tras la batalla de Carras, en la que esta maniobra fue un elemento decisivo para la victoria parta.

## Como metáfora
El término «disparo parto» también se usa como una metáfora para describir un insulto hiriente, que se dice cuando el orador se va.

Con el disparo parto se alejó, dejando a los dos rivales con la boca abierta detrás de él.
With which Parthian shot he walked away, leaving the two rivals open-mouthed behind him.
Arthur Conan Doyle, A Study in Scarlet (1886)

Su disparo parto los alcanzó cuando cerraron las puertas. «No importa, queridos —le oyeron decir—todos podemos dormir bien ahora que Turner está aquí».
His Parthian shot reached them as they closed the doors. 'Never mind darlings', they heard him say, 'we can all sleep soundly now Turner's here.'
John Le Carre, A Small Town in Germany (1968)

También puede ser usado para describir un estilo de "pegar y correr" o "pasivo-agresivo" en deportes u otros medios. Que tal y como los partos lo hacían, consiste en "pegar y alejarse" con el objetivo de hostigar al contrincante dejándolo con un sentimiento de impotencia y desgastar así su resistencia física o mental.